# Rona Pondick
Rona Pondick (* 18. April 1952 in Brooklyn, New York) ist eine US-amerikanische Künstlerin.

## Leben
Pondick erhielt 1974 einen Bachelorabschluss am Queens College in New York. Bis 1977 studierte sie Skulptur an der Yale University in New Haven, unter anderem mit Richard Serra, und schloss mit einem Master ab.
Sie lebt und arbeitet in New York City.

## Werk
Die künstlerische Karriere von Pondick beginnt in den 1980er Jahren. Als Inspiration dienen ihr unter anderem die Schriften von Sigmund Freud, allen voran die Arbeiten zur oralen und analen Phase der sexuellen Entwicklung. Ihre Werke behandeln oftmals Fetischobjekte wie die weibliche Brust, Zähne, Exkremente oder auch Schuhe und sollen den Betrachter dazu bewegen, sich mit seinen Fixierungen und den damit verbundenen Tabus auseinanderzusetzen. Ihre Arbeiten wirken oftmals sowohl anziehend als auch abstoßend und schwanken zwischen Infantilität, Sexualität und kindlichen Wünschen.
In ihren frühen Werken beschäftigte Pondick sich unter anderem mit dem Bett als Ort der Geburt, der Fortpflanzung und des Todes, stapelte Kissen und Matratzen und platzierte darauf gegossene Objekte wie eine Krone. Seit den 1990er Jahren fertigt sie Objekte in der Größe von Baseballs mit menschlichen Zähnen sowie Abgüsse des eigenen Kopfes in pigmentiertem Harz.
Die späteren Arbeiten von Pondick widmen sich den Materialien Aluminium, Edelstahl, Bronze und Industriegummi. Mit diesen fertigt sie monströse Mensch-Tier-Hybride, wobei menschliche Köpfe mit tierischen Körpern von Hunden, Pumas, Füchsen oder Murmeltieren verschmelzen. Die somit entstehende Metamorphose ist eine moderne Entsprechung literarischer und mythischer Mischwesen wie den ägyptischen Sphinxen, den griechischen Zentauren oder Franz Kafkas Insekt. In diesen Hybriden kommt es zu verwirrenden Größenverhältnissen, so sind die Daumen etwa übergroß oder die Köpfe winzig klein.
Die Werke von Pondick sind in zahlreichen Sammlungen vertreten, darunter im Whitney Museum of American Art, im Metropolitan Museum of Art, im Morgan Library & Museum, im Brooklyn Museum of Art, im Philadelphia Museum of Art, im Los Angeles County Museum of Art, im Museum of Contemporary Art oder im Nasher Sculpture Center.

## Einzelausstellungen (Auswahl)
- 2021–2022: Rona Pondick: Sculpture, Nunu Fine Art, Taipei
- 2019: Rona Pondick: Works 2013–18, Zevitas Marcus Gallery, Los Angeles
- 2018: Rona Pondick: Works 2013–18, Marc Straus Gallery, New York
- 2017–2018: Rona Pondick and Robert Feintuch: Heads, Hands, Feet; Sleeping, Holding, Dreaming, Dying, Bates Museum of Art, Lewiston
- 2017: Rona Pondick and Robert Feintuch: Heads, Hands, Feet; Sleeping, Holding, Dreaming, Dying, Utah Museum of Contemporary Art, Salt Lake City
- 2014: Rona Pondick, Krampf Gallery, Istanbul
- 2013: Rona Pondick, Sonnabend Gallery, New York
- 2012: Rona Pondick, Sculptures and Drawings, Galerie Thaddaeus Ropac, Paris
- 2011: Sculpture and Drawing, Sonnabend Gallery, New York
- 2010: Metamorphosis: Rona Pondick, Nassau County Museum of Art, Rosly Harbor, New York
- 2009: Rona Pondick: The Metamorphosis of an Object, Worcester Art Museum, Massachusetts

## Gruppenausstellungen (Auswahl)
- 2021: Selections from the Contemporary Collection, Wadsworth Atheneum Museum of Art, Hartford, Connecticut
- 2020–2021: In aller Munde, Kunstmuseum Wolfsburg
- 2019–2020: Present Tense: Selections from the Permanent Collection, Philadelphia Museum of Art
- 2016–2017: Selections from the Permanent Collection, Yale University Art Gallery, New Haven
- 2015: SELF: Portraits of the Artist in Their Absence, National Academy Museum, New York
- 2012: Everyday Disturbances, Philadelphia Museum of Art

## Auszeichnungen (Auswahl)
- 2020: American Academy of Arts and Letters Purchase Award
- 2016: Anonymous Was A Woman Award
- 2000: Cultural Department of the City of Salzburg, Kunstlerhaus
- 1999: Bolgiasco Foundation Fellowship
- 1996: Rockefeller Foundation Fellowship
- 1992: Guggenheim Fellowship
- 1991: Mid-Atlantic Arts Grants